# لاک‌پشت پاطلایی
لاک‌پشت پاطلایی(نام علمی: Chelonoidis denticulata) نام یک گونه از سرده لاک‌پشت‌های زمینی چلونویدیس است.